# Balanophora wilderi
Balanophora wilderi là một loài thực vật có hoa trong họ Balanophoraceae. Loài này được Setch. mô tả khoa học đầu tiên năm 1931.